# A Kínai Népköztársaság államszervezete
A Kínai Népköztársaság államszervezetét a hármas felosztás jellemzi: a kormányzati hatalom megoszlik a Kínai Népköztársaság kormánya, az Államtanács, illetve a Kínai Népi Felszabadító Hadsereg között. A legtöbb, bár nem minden, posztot a Kínai Kommunista Párt tagjai foglalnak el, a pártot pedig a Politbüro Állandó Bizottsága irányítja, egy 4-9 főből álló csoport, akik a legfontosabb döntéseket hozzák.
Kínában a hatalom a legfőbb vezető, az államfő (jelenleg Hszi Csin-ping) kezében összpontosul, aki három igen fontos szervezetet vezet: a Kommunista Párt és a Központi Bizottság főtitkára, a Kínai Népköztársaság elnöke, valamint a Központi Katonai Bizottság elnöke.
A Kommunista Párt helyzetét a Kínai Népköztársaság alkotmánya garantálja, míg megvalósításának eszköze az államszervezet, a hadsereg, a média és a gazdaság jelentős része felett gyakorolt közvetlen felügyelet. Az államszervezet fontos elemei az Országos Népi Gyűlés, a Népköztársaság elnöke, illetve az Államtanács (lényegében a kormány). Az Államtanács tagjai az államfő, jelenleg négy helyettese, öt államtanácsos, illetve 29 miniszter és az államtanácsi bizottságok vezetői.
Az alkotmány alapján az Országos Népi Gyűlés a legfelsőbb törvényhozó hatalom, minden évben két hétig ülésezik, feladata a legfontosabb politikai irányelvek, törvények, az állami költségvetés, valamint legfontosabb személyi változások megvitatása és elfogadása. A legtöbb törvényt az Országos Népi Gyűlés Állandó Bizottsága fogadja el.

## A jelenlegi államszervezet kialakulása

### Áttérés a polgári kormányzásra
A Kínai Népköztársaság (KNK) 1949-es megalakulását követően néhány évig katonai közigazgatás működött az országban. A polgári közigazgatásra való áttérés a rendezetlen belső állapotok és a koreai háború miatt csak 1952-ben indult meg. A belső rend megszilárdulása és a koreai háború lezárulása tovább segítette az áttérést. A Kínai Kommunista Párt (KKP) 1952. decemberi állásfoglalása nyomán a kormány 1953 februárjában egy törvényt fogadott el, amely rendelkezett az országos és a helyi népi gyűlések tagjainak megválasztásáról. Ezek a szervezetek lettek – legalábbis névleg – a hatalom teljes jogú népi képviselői. A választási törvény többfokozatú választási rendszert írt elő. Az alsó, helyi szinteken közvetlen, a felsőbb szinteken közvetett választások vannak.

### A mai államszervezet alapjainak kialakulása
Az első választásokat 1953 májusa és 1954 augusztusa között rendezték meg. 1954. szeptember 15-én kezdte meg ülését az Országos Népi Gyűlés (ONGY). Ekkor fogadták el a Kínai Népköztársaság első alkotmányát, s ekkor alakult ki a mai kínai állam szervezete. A polgári kormányzásra való áttérés során a hat katonai adminisztratív körzetet megszüntették. Kína mai közigazgatási rendszere 1954–55 között alakult ki. Ez a rendszer három szintre oszlik: tartományokra, megyékre, és járásokra. A központi kormányzat alatt a legfelsőbb szintet képviselik a tartományok (seng (sheng)), a nemzetiségi autonóm területek (mincu cecse csü (minzu zizhi qu)), valamint a közvetlenül a központi kormány hatásköre alá tartozó városok (csehsziasi (zhixiashi)). A középső szinten a tartományok és az autonóm területek járásokra, autonóm járásokra és városokra oszlanak. A járások és autonóm járások községekre, nemzeti kisebbségi községekre és mezővárosokra tagolódnak. Kína jelenleg 23 tartományból, 5 autonóm területből, 4 közvetlenül a központi kormány irányítása alá tartozó nagyvárosból (Peking, Tiencsin (Tianjin), Sanghaj (Shanghai), Csungcsing (Chongqing)) és két különleges közigazgatási körzetből (Hongkong, Makaó) áll.

### A KNK alkotmánya
A Kínai Népköztársaság megalakulása óta négy alkotmányt fogadtak el (1954, 1975, 1978 és 1982). A jelenlegi alkotmányt az ötödik Országos Népi Gyűlés 1982 decemberében megtartott ülésén fogadták el. Ezt az 1982-es alkotmányt két alkalommal módosították: először 1993-ban, majd 1999-ben. Az alkotmány összesen 138 cikkelyből áll, s a bevezetésen kívül négy fejezetre oszlik: általános elvek, az állampolgárok alapvető jogai és kötelességei, az államszervezet, valamint a nemzeti zászló, a nemzeti címer és a főváros.
Az alkotmány első fejezete szerint a Kínai Népköztársaság szocialista állam, a munkásosztály által vezetett, a munkás-paraszt szövetségen alapuló „népi demokratikus diktatúra”. A KNK-ban – az alaptörvény szerint – minden hatalom a népé. A nép az Országos Népi Gyűlésen és a különböző szintű helyi népi szervezeteken keresztül gyakorolja az államhatalmat. A nép intézi az állami, a gazdasági, a kulturális és a társadalmi ügyeket a törvény előírásai szerint. Az állami intézmények a demokratikus centralizmus elvét alkalmazzák. Az állami szervek közé tartoznak az államhatalmi szervek – az Országos Népi Gyűlés és a helyi népi gyűlések –, az állam elnöke, az államigazgatási szervek – az Államtanács és a helyi népi kormányok –, az állam vezető katonai szerve – a Központi Katonai Bizottság –, az állami igazságszolgáltatási szervek – a Legfelsőbb Népi Bíróság, a helyi népi bíróságok és a különleges népi bíróságok –, az állami ügyészi szervek – a Legfelsőbb Népi Ügyészség, a helyi népi ügyészségek és a különleges népi ügyészségek. A KNK-ban hivatalosan sem valósítják meg a három hatalmi ág szétválasztását, bár a fő állami funkciókat végző szervek jól elkülöníthetők egymástól.

## Az államfő

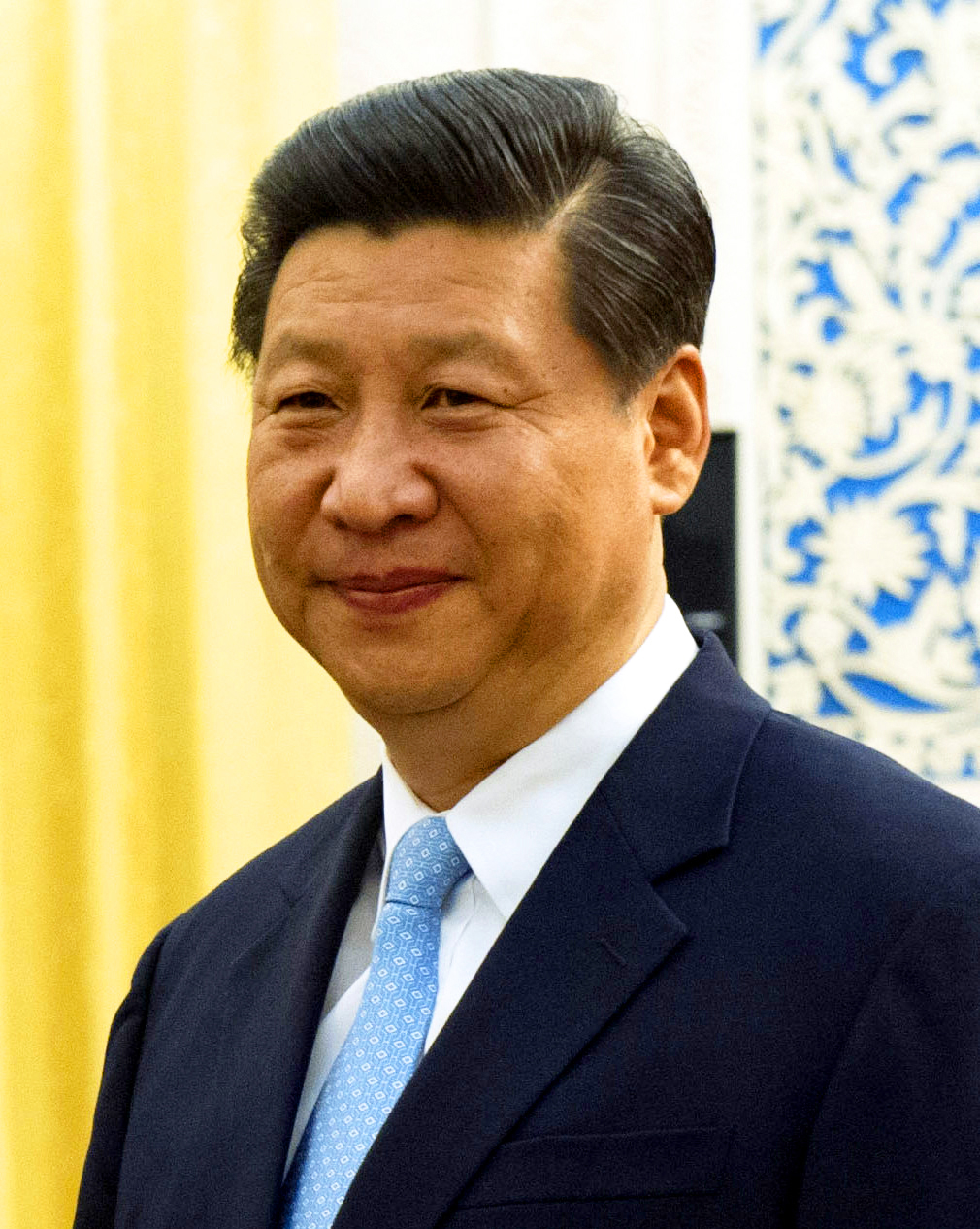
Hszi Csin-ping (Xi Jinping) jelenlegi államelnök (2012–)

A KNK elnökét és alelnökét az Országos Népi Gyűlés választja meg, a szavazati és választhatósági joggal rendelkező 45. életévüket betöltött állampolgárok közül. Az elnök és az alelnök megbízatása öt évre szól, s csak két egymást követő cikluson keresztül tölthetik be a posztjukat. Az elnök hirdeti ki az ONGY vagy az Állandó Bizottság határozatait és törvényeit. Kinevezi vagy felmenti a miniszterelnököt, a miniszterelnök-helyetteseket, az államtanácsosokat, a minisztériumok vagy bizottságok vezetésével megbízott minisztereket, a Legfelsőbb Ellenőrzési Főigazgatóság vezetőjét és az államtanács főtitkárát. Rendkívüli kegyelmi határozatokat, mozgósítási rendeleteket bocsát ki. Hasonlóan az Állandó Bizottsághoz, állami kitüntetéseket és megtisztelő címeket adományoz, statáriumot és hadiállapotot hirdet ki. A KNK nevében fogadja a külföldi országok diplomatáit. Kinevezi vagy visszahívja a külföldre akkreditált képviselőket, valamint megerősíti vagy megszünteti a külföldi államokkal megkötött szerződéséket és lényeges megállapodásokat. Ha az elnöki szék megüresedik, az elnök teendőit a ciklus végéig az alelnök látja el.

## A törvényhozás

### Az Országos Népi Gyűlés
A Kínai Népköztársaságban az Országos Népi Gyűlés a legfőbb államhatalmi szerv. Az alkotmány szerint csak az ONGY módosíthatja az alkotmányt, hozhat törvényeket és dönthet az ország politikai élete szempontjából jelentősebb kérdésekben. Az ONGY-ben egyaránt képviselve vannak a tartományok, a központi kormányzat alá rendelt városok, a fegyveres erők választott küldöttei, valamennyi nemzetiség, „demokratikus párt” és szervezet.

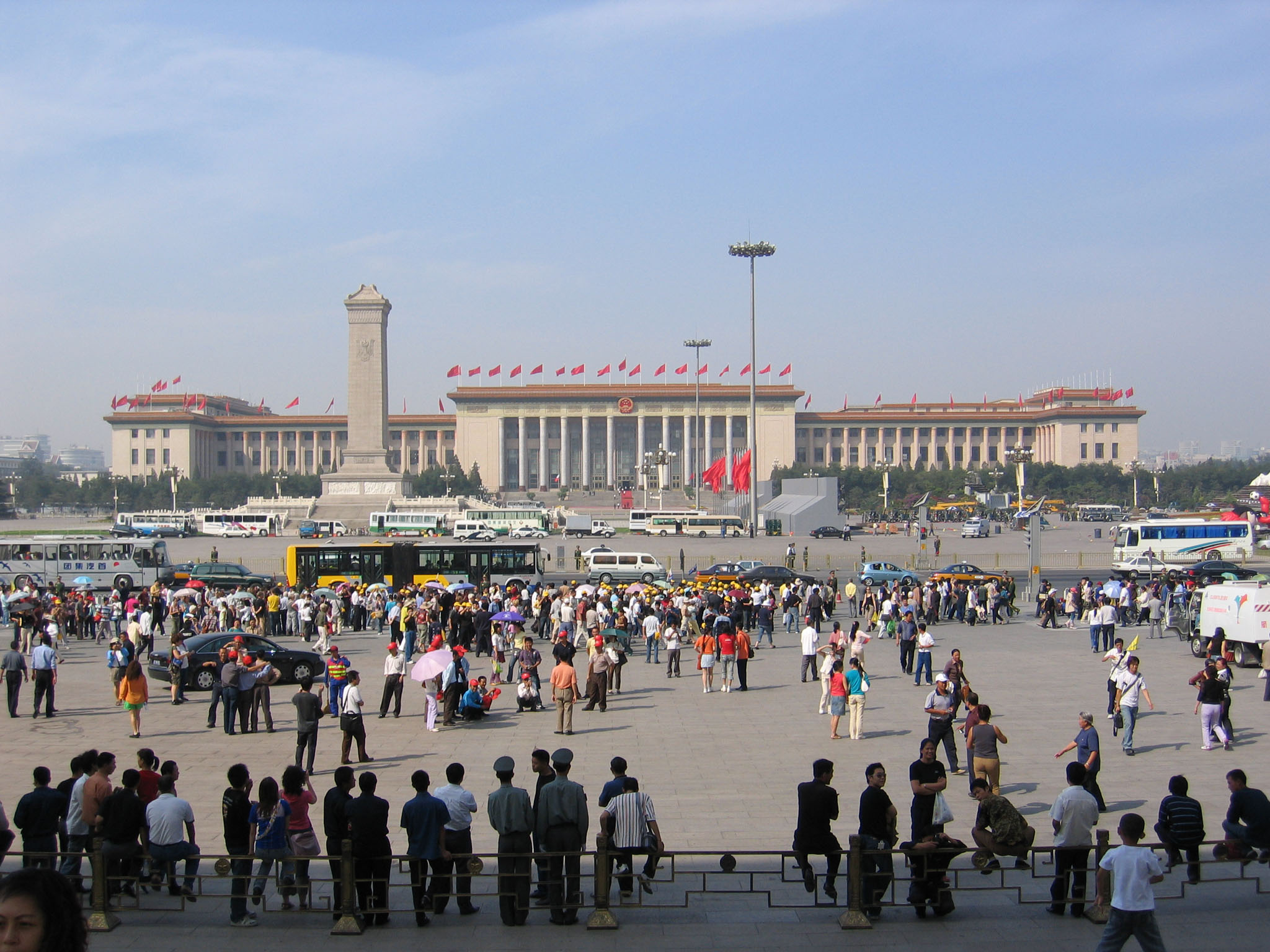
Az Országos Népi Gyűlés Csarnoka Pekingben

Az ONGY tagjait ötéves időtartamra választják meg. Évente egyszer ülésezik, ülését az ONGY Állandó Bizottsága hívja össze. Mielőtt az ONGY éves ülése megnyílik, előkészítő ülést tart, hogy megválassza az elnökséget és a főtitkárt, és hogy elfogadják a hivatalos programot. Amikor az ONGY nem ülésezik, a munkát az ONGY Állandó Bizottsága folytatja, amely felelősséggel tartozik az ONGY-nek.
Az Országos Népi Gyűlésnek széles feladat- és hatásköre van. Ebbe beletartozik az, hogy módosíthatja az alkotmányt, illetve ellenőrzi annak betartását. Törvénybe iktatja és módosítja a bűncselekményekre, az állami szervezetekre és az egyéb fontosabb területekre vonatkozó alapvető szabályokat. Megválasztja a Kínai Népköztársaság elnökét és alelnökét. A miniszterelnök javaslata alapján dönt a miniszterelnök-helyettesek, az államtanácsosok, a minisztériumok és a bizottságok vezetésével megbízott miniszterek, a Legfelsőbb Ellenőrzési Főigazgatóság vezetőjének és az Államtanács főtitkárának jelöléséről. Megválasztja a Központi Katonai Bizottság (KKB) elnökét, s az elnök javaslata alapján dönt a KKB más tisztségviselőinek megválasztásáról. Megválasztja a Legfelsőbb Népi Bíróság elnökét és a Legfelsőbb Népi Ügyészség főügyészét. Felülvizsgálja és jóváhagyja a népgazdasági és társadalomfejlesztési tervet, valamint az ezek végrehajtásáról szóló döntéseket. Módosítja vagy érvényteleníti az Állandó Bizottság nem megfelelő határozatait. Jóváhagyja a tartományok, autonóm területek, közvetlenül a központi kormányzat alá tartozó városok létrehozását. Dönt a különleges közigazgatási területek felállításáról, és meghatározza az ottani rendet. Dönt háború és béke kérdéséről. Visszahívhatja, vagy felmentheti hivatalából a KNK elnökét vagy alelnökét, az Állandó Bizottság, az Államtanács és a KKB tagjait, a Legfelsőbb Népi Bíróság elnökét és a Legfelsőbb Népi Ügyészség főügyészét.

### Az Országos Népi Gyűlés Állandó Bizottsága
Az Állandó Bizottság az elnökből, az alelnökből, a főtitkárból és a tagokból áll, akiket az ONGY első ülésszakán öt évre választanak meg. Az Állandó Bizottság tagjai hivatali idejük alatt nem tölthetnek be semmiféle tisztséget az állam közigazgatási, bírói vagy ügyészi szervezetében. Tisztségüket csak két egymást követő cikluson keresztül láthatják el. Az ONGY-nek az Állandó Bizottság mellett több más bizottsága is van. Ide tartozik a Nemzetiségi Bizottság, a Jogi Bizottság, a Pénzügyi és Gazdasági Bizottság, az Oktatási, Tudományos, Kulturális és Közegészségügyi Bizottság, a Külügyi Bizottság, a Külföldön Élő Kínaiak Bizottsága. Ezek mellett léteznek ideiglenes bizottságok is.
Amikor az ONGY nem ülésezik, az Állandó Bizottság látja el a törvényhozási feladatokat. Ez általában kéthavonta ülésezik. Az Állandó Bizottságnak széles hatásköre van, ebbe beletartozik az alkotmány értelmezése, végrehajtásának ellenőrzése. Az Állandó Bizottság, amikor az ONGY nem ülésezik, megvizsgálja és jóváhagyja a népgazdasági és társadalmi tervekben, valamint az állami költségvetésben szükségessé vált változtatásokat. Érvényteleníti az Államtanács, a tartományok, autonóm területek és a közvetlenül a Központi Kormánynak alárendelt városok államhatalmi szerveinek az alkotmányba vagy törvényekbe ütköző határozatait. Amikor az ONGY nem ülésezik, az Államtanács elnökének javaslata alapján dönt a minisztériumok és a bizottságok vezetésével megbízott miniszterek, a Legfelsőbb Ellenőrzési Bizottság vezetőjének, az Államtanács főtitkárának és a Központi Katonai Bizottság elnökének személyéről. Kijelöli vagy felmenti a Legfelsőbb Népi Bíróság elnökhelyetteseit és bíróit, a törvényszéki bizottság tagjait és a Legfelsőbb Népi Ügyészség főügyészét és ügyészeit. Dönt a külföldre akkreditált diplomaták kinevezéséről és visszahívásáról, a külföldi államokkal kötött szerződések és lényeges megállapodások megerősítéséről és hatályon kívül helyezéséről. Dönt az állami kitüntetések és megtisztelő címek alapításáról és létrehozásáról. Dönt a rendkívüli kegyelem gyakorlásáról, az országot ért fegyveres támadás esetén dönt a hadiállapot kihirdetéséről, támadás elleni közös védekezésre vonatkozó nemzetközi szerződéses kötelezettség teljesítéséről, valamint az egész ország általános vagy részleges mozgósításáról.

### Helyi népi gyűlések

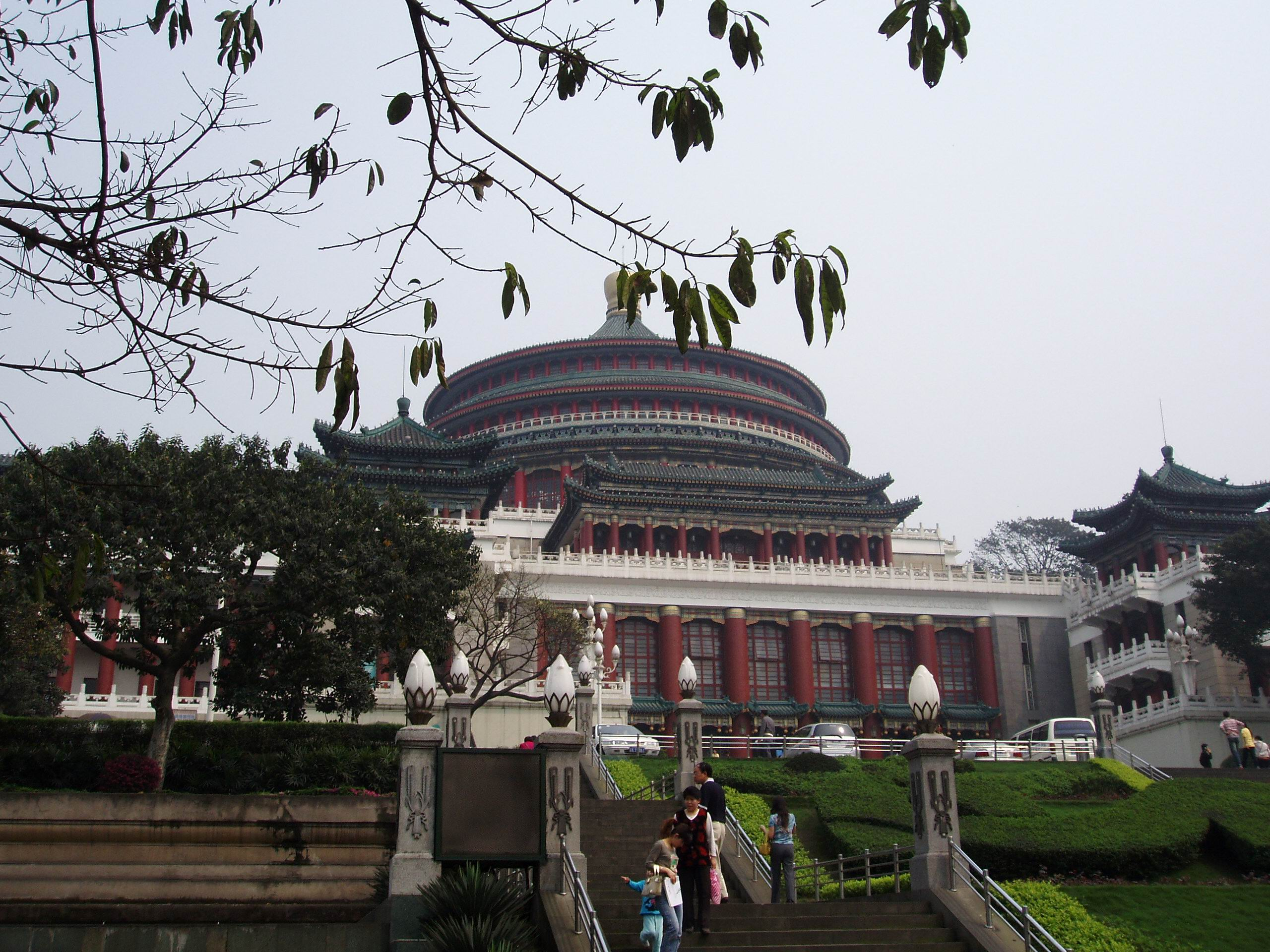
A Csungcsing (Chongqing)i Népi Gyűlés épülete

A helyi népi gyűléseket és kormányokat az ország közigazgatásának megfelelően hozzák létre. A helyi népi gyűlések képviselik az államhatalmat helyi szinten, az adott területen gyakorolják a törvényhozó hatalmat. Biztosítják az alkotmány, a törvények, a közigazgatási rendeletek és szabályok betartását és végrehajtását. Helyi szinten határozatokat hoznak a gazdaság, a kultúra és a közigazgatás területén, illetve ellenőrzik ezeket. Saját szintjükön megválasztják a népi kormány tagjait. A megyei és annál magasabb szintű népi gyűlések állandó bizottságokat hoznak létre.

### A Központi Katonai Bizottság
A Kínai Népköztársaság fegyveres erejét a Központi Katonai Bizottság irányítja, amely az elnökből, az alelnökből és a tagokból áll. A Központi Katonai Bizottság megbízatása öt évre szól. A bizottság elnöke egyszemélyi felelősséggel tartozik az Országos Népi Gyűlésnek vagy az Állandó Bizottságnak.

## A végrehajtó hatalom

### Az államtanács
A Kínai Népköztársaság Országos Népi Gyűlése által hozott határozatok, rendeletek és törvények végrehajtásáért a Kínai Népköztársaság Államtanácsa (vagyis a kormány) felelősséggel tartozik az Országos Népi Gyűlésnek vagy az Állandó Bizottságnak. Az Államtanács tagjai közé tartozik a miniszterelnök, a miniszterelnök-helyettesek, az államtanácsosok, a minisztériumok és a bizottságok vezetésével megbízott miniszterek, a Legfelsőbb Ellenőrzési Főigazgatóság vezetője, valamint a főtitkár. A miniszterelnök, a miniszterelnök-helyettesek és az államtanácsosok legfeljebb két egymást követő cikluson át láthatják el hivatalukat. Az Államtanács alá harminchét minisztérium és nyolc bizottság tartozik. A minisztériumoknak egy minisztere és kettő-négy miniszterhelyettese, a bizottságoknak egy minisztere, kettő-négy miniszterhelyettese és öt-tíz tagja van.
Az Államtanács az alkotmánynak és a törvényeknek megfelelő közigazgatási intézkedéseket hoz, közigazgatási rendeleteket, rendelkezéseket léptet életbe, határozatokat és utasításokat bocsát ki. Javaslatokat terjeszt az Országos Népi Gyűlés vagy az Állandó Bizottság elé. Rögzíti a minisztériumok és a bizottságok feladatait és kötelezettségeit. A minisztériumok és a bizottságok munkája felett egységes vezetést érvényesít, valamint a minisztériumok és a bizottságok hatáskörébe nem tartozó, országos jelentőségű közigazgatási munkát irányítja. Az ország különböző szintű helyi államigazgatási szerveinek munkáját egységesen irányítja, s rögzíti a feladatkörök és hatáskörök megoszlását a központi kormány, valamint a tartományok, autonóm területek és a közvetlenül a központi kormány alá tartozó városok államigazgatási szervei között.
Kidolgozza és végrehajtja a népgazdasági és társadalomfejlesztési tervet és az állami költségvetést. A gazdasági ügyeket, a városok és falvak fejlesztését, az oktatási, a tudományos, kulturális, közegészségügyi, a testnevelési és családtervezési ügyeket, a polgári ügyeket, a közbiztonságot, az igazságszolgáltatást, a honvédelmi építkezést, a nemzetiségi ügyeket irányítja. Vezeti a külügyeket, a külföldi államokkal szerződéseket és megállapodásokat köt. Védi a külföldön élő kínai állampolgárok törvényes jogait és érdekeit, a visszatért tengerentúli kínaiak és a külföldön élő kínai állampolgárok családtagjainak törvényes jogait. Módosítja, illetve érvényteleníti a minisztériumok vagy a bizottságok által kibocsátott nem megfelelő rendelkezéseket és rendeleteket, illetve a helyi állami szervek által kibocsátott határozatokat.

### Helyi népi kormányok
A helyi népi kormányok az államhatalom helyi szerveinek, valamint a megfelelő szintű helyi államigazgatási szervezetnek a végrehajtó testületei. A helyi népi kormányok felelősséggel tartoznak a megfelelő szintű népi gyűlésnek és a következő, magasabb szintű államigazgatási szervnek. A munkájukról beszámolnak ezeknek, s az Államtanács egységes vezetése alatt állnak. Amikor a népi gyűlés nem ülésezik, a kormány felelősséggel tartozik a megfelelő szintű népi gyűlés állandó bizottságának, és beszámol neki a munkájáról. A népi kormányok végrehajtják a népi gyűlések és azok megfelelő szintű állandó bizottságainak határozatait, valamint a magasabb szintű államigazgatási szervek határozatait és rendeleteit. Megfogalmazzák az adminisztratív intézkedéseket, és rendeleteket bocsátanak ki. Módosítják vagy érvénytelenítik az alárendelt szervek nem megfelelő határozatait és rendeleteit, az alacsonyabb szintű népi kormányok nem helyénvaló határozatait és rendeleteit. Jóváhagyják a közigazgatási tisztségviselők személyével kapcsolatos döntéseket. A tisztségviselők munkáját ellenőrzik és értékelik, mulasztásaikért elmarasztalják őket. Végrehajtják a gazdasági terveket, a költségvetést, valamint irányítják a gazdasági, a kulturális, a polgári ügyekre és a közbiztonságra vonatkozó adminisztratív munkát.

## Igazságszolgáltatás

### A népi bíróságok
A Kínai Népköztársaságban az állam törvényes igazságszolgáltatási hatalmát a népi bíróságok gyakorolják. A Legfelsőbb Népi Bíróság, a különböző szintű helyi népi bíróságok és a különleges népi bíróságok – mint például a katonai bíróság – gyakorolják ezt a hatalmat. A Legfelsőbb Népi Bíróság ellenőrzi az összes többi bíróságot. Felelősséggel tartozik az Országos Népi Gyűlésnek és az Állandó Bizottságnak. A Legfelsőbb Népi Bíróság elnökének hivatali ideje öt év, s legfeljebb csak két egymás után következő ciklusban láthatja el tisztségét. A helyi népi bíróságok három szintre – a felsőfokú népi bíróságokra, a középfokú népi bíróságokra és az alsó fokú népi bíróságokra – tagolódnak. Ezek a szervezetek felelősséggel tartoznak az őket létrehozó államhatalmi szervnek.
A bíróságok feladatai közé tartozik a büntető és a polgári peres eljárások lefolytatása. Az eljárások során védik a szocialista rendszert, a szocialista jogot és közrendet, a köztulajdont, az állampolgárok jogait és törvényes érdekeit. A törvény értelmében a bírói szervek az adminisztratív társadalmi szervezetektől, valamint az egyénektől függetlenül gyakorolják a bírói hatalmat, munkájukba elvileg senki nem avatkozhat bele. Az eljárások során a törvény ugyanúgy vonatkozik minden állampolgárra, nemzetiségre, fajra, nemre, vallásra és vagyoni helyzetre való tekintet nélkül. Minden bírósági tárgyalás nyilvános, kivéve azokat, amelyeken államtitkok és fiatalkorúak bűnesetei szerepelnek. A vádlottnak joga van a védelemhez. Az elsőfokú bírósági eljárás során ülnökrendszert alkalmaznak. A népi ülnököket vagy a nép, vagy az intézmények, népi szervezetek és vállalatok dolgozói jelölik és választják. A népi ülnökök szerves részét alkotják a népi bíróságoknak, nagyjából azonos jogkörrel rendelkeznek, mint a bírók. A vádlottnak a védelmen kívül joga van ahhoz is, hogy magasabb fokú bírósághoz forduljon másodfokú határozatért, amely azonban már jogerős.
A felsőfokú népi bíróságok a tartományokban, az autonóm területeken és közvetlenül a központi kormány alá tartozó nagyvárosokban működnek. A középfokú népi bíróságok a közigazgatással rendelkező megyékben, az autonóm megyékben, a központi kormány alá tartozó nagyvárosokon belül és az autonóm területek igazságszolgáltatása alatt álló viszonylag nagyobb városokban működnek. Az alsó fokú népi bíróságok a járásokban, a városokban, az autonóm járásokban és a nagyvárosi kerületekben működnek.

### A népi ügyészségek
A népi ügyészségek a törvényszéki felülvizsgálat állami szervei. Az ügyészi szervezet felépítése megegyezik a népi bíróságok felépítésével. A Legfelsőbb Népi Ügyészség felelős az Országos Népi Gyűlésnek és az Állandó Bizottságnak, a különböző helyi népi ügyészségek pedig az őket létrehozó állami szervnek tartoznak felelősséggel. A Legfelsőbb Népi Ügyészség főügyészének hivatali megbízatása öt évre szól, s posztját csak két egymást követő ciklusban töltheti be.
Az ügyészségek elsősorban a hazaárulási és az ország megosztására irányuló kísérletekkel kapcsolatos perekben, valamint az állam politikájának, törvényeinek, rendeleteinek és adminisztratív rendelkezéseinek egységes végrehajtását szabotáló fontosabb bűnügyekben gyakorolják a hatalmukat. Elsősorban azokat a bűnpereket vizsgálják ki, amelyekről az ügyészség közvetlenül szerez tudomást. Az ügyészség ellenőrzi azokat az ügyeket, amelyeket a közbiztonsági szervek kivizsgáltak. Határozatokat hoz a letartóztatásra, a bűnvádi eljárásra vagy a bűnvádi eljárás alóli felmentésre vonatkozóan, és gondoskodik arról, hogy a közbiztonsági szervek vizsgálati tevékenysége összhangban legyen a törvénnyel. A büntető eljárás során és a bűnügyi ítéletek és rendelkezések végrehajtása során gondoskodik arról, hogy mind az eljárás, mind pedig a végrehajtás összhangban legyen a törvényekkel.
A törvény értelmében a népi ügyészségek szavatolják az állami funkcionáriusok elleni bejelentéshez való állampolgári jogot. Az ügyészi hatalom gyakorlása során az ügyészség valamennyi szinten minden állampolgárra egyformán alkalmazza a törvényeket, nemzetiségre, fajra, vallásra, nemre és vagyoni helyzetre való tekintet nélkül. A törvény értelmében a népi ügyészségek az ügyészi hatalmat függetlenül gyakorolják, munkájukba az adminisztratív szervek, a társadalmi szervezetek, vagy egyének nem avatkozhatnak bele.

## Politikai szervezetek
Kínában a legfontosabb politikai szervezet a Kínai Kommunista Párt (KKP, Csungkuo Kungcsantang (Zhongguo Gongchandang)). A KKP-n kívül még nyolc politikai párt és nyolc jelentősebb népi szervezet működik. Ezek a szervezetek részt vesznek az állam irányításában. A párt jellegű szervezetek közé tartozik a Kuomintang (Guomindang) Kínai Forradalmi Bizottsága, amely 1948 januárjában alakult. Jelenleg több mint ötvenháromezer tagot számlál, akik nagyobbrészt a korábbi Kuomintang (Guomindang) tagjai voltak, illetve akiknek történelmi kapcsolataik vannak a Kuomintanggal (Guomindanggal). A Kínai Demokratikus Ligát 1941 októberében alapították. Az eredeti neve Demokratikus Politikai Csoportok Ligája volt. Jelenlegi nevét 1944 szeptemberében vette fel. Ma több mint százharmincezer tagja van, akik kulturális és oktatási körökből kikerült értelmiségiek. A Kínai Demokratikus Nemzetépítés Társaságát 1945 decemberében alapították. Tagsága főként a korábbi hazai gyáriparosokból és üzletemberekből áll. Jelenleg hatvankilencezer tagja van. A Demokráciát Előmozdító Kínai Társaságot 1945 decemberében alapították, tagjai főleg az oktatási, a kulturális, a tudományos és a kiadói területeken dolgozó értelmiségiek közül kerültek ki. Jelenleg hatvanötezer tagot számlálnak. A Kínai Demokratikus Paraszt-Munkás Pártot 1930 augusztusában hozták létre. Eredetileg a Kuomintang (Guomindang) Ideiglenes Akcióbizottságának hívták. 1935-ben Kínai Országos Felszabadítási Akcióbizottságra változtatta a nevét, jelenlegi nevét 1947 februárjában fogadták el, tagjai az egészségügy, a kultúra és az oktatás, illetve a tudomány és a technika területén működnek. Jelenleg több mint hatvanötezer tagjuk van. A Kínai Cse Kung (Zhi Gong) Pártot 1925 októberében alapították. Tagjai nagy része hazatért tengerentúli kínai. Jelenleg tizenötezer tagja van. A Csiuszan (Jiusan) (Szeptember 3.) Társaságot 1944 decemberében alapították. Tagjai javarészt a tudomány, a technika, a kultúra és az oktatás, illetve az egészségügy területén dolgozó értelmiségiek. A Tajvani Demokratikus Önkormányzati Ligát 1947 novemberében alapították. Tagjai nagyobbrészt Tajvanon született, de jelenleg a szárazföldön élő kínaiak. Ezerhatszáz tagjuk van.
A legfontosabb kínai népi szervezetek közé tartozik az Összkínai Szakszervezeti Szövetség, a Kínai Kommunista Ifjúsági Szövetség, a Kínai Nők Országos Szövetsége, a Kínai Ipari és Kereskedelmi Szövetség, a Kínai Rokkantak Egyesülete, a Kínai Ifjúsági Szövetség, az Irodalmi és Művészeti Körök Összkínai Szövetsége, a Hazatért Tengerentúli Kínaiak Összkínai Egyesülete. Ezek a szervezetek elsősorban gyűjtő szervezetek.

## Lásd még
- Kína
- Kína politikai élete
- Kínai Kommunista Párt